# România la Jocurile Olimpice de iarnă din 1972
România a participat la Jocurile Olimpice de iarnă din 1972 cu 13 sportivi care au concurat la 4 sporturi (biatlon, bob, patinaj artistic și schi alpin).

## Participarea românească
România a trimis la Sapporo o delegație formată din numai 13 sportivi (13 bărbați și 0 femei), care au concurat la 4 sporturi cu 8 probe (toate masculine). 
Cel mai bun rezultat obținut de delegația României a fost locul 5 obținut de echipajul de bob - 2 persoane (Ion Panțuru și Ion Zangor). Cei doi boberi au făcut parte și din echipa de bob - 4 (împreună cu Dumitru Pascu și Dumitru Focșeneanu) care s-a cladat pe locul 10 . Un alt loc bun a fost obținut de ștafeta masculină la biatlon care s-a clasat pe locul 9.
La această ediție a Jocurilor Olimpice, România a obținut 2 puncte, clasându-se pe locul 18 în clasamentul pe națiuni.
Deși a obținut cea mai bună performanță din delegația care a participat la Olimpiada albă de la Sapporo, Ion Panțuru a afirmat că obținerea doar a locului 5 a produs un adevărat scandal, iar el a fost la un pas să fie dat afară din Partidul Comunist Român pentru rușinea pricinuită țării. După propriile sale afirmații, "a fost o ședință fulger pe aeroportul de la Moscova, acolo unde făcusem o escală, în care eram întrebați de ce a mers bobul așa de prost" .

## Biatlon
| Sportiv                                                         | Probă                  | Ținte ratate         | Timp                                                      | Loc |
| --------------------------------------------------------------- | ---------------------- | -------------------- | --------------------------------------------------------- | --- |
| Victor Fontana                                                  | 20 km (m)              | 5                    | 1:24.17,85 (+8.22,35)                                     | 28  |
| Gheorghe Vilmoș                                                 | 20 km (m)              | 8                    | 1:25.52,27 (+9.56,77)                                     | 32  |
| Nicolae Veștea                                                  | 20 km (m)              | 6                    | 1:27.08,21 (+11.12,71)                                    | 34  |
| Constantin Carabela                                             | 20 km (m)              | 11                   | 1:33.45,95 (+17.50,45)                                    | 52  |
| Echipa Nicolae Veștea Victor Fontana Ion Țeposu Gheorghe Vilmoș | ștafetă 4 x 7,5 km (m) | 5-17 0-3 4-6 0-5 1-3 | 1:59.30,61 (+7.45,69) 28.47,96 32.19,63 28.47,13 29.35,89 | 9   |

## Bob
| Sportiv                                                 | Probă                | Rezultat | Rezultat | Rezultat | Rezultat | Rezultat        | Rezultat |
| Sportiv                                                 | Probă                | Manșa 1  | Manșa 2  | Manșa 3  | Manșa 4  | Total           | Loc      |
| ------------------------------------------------------- | -------------------- | -------- | -------- | -------- | -------- | --------------- | -------- |
| Ion Panțuru Ion Zangor                                  | România I (Bob-2 m)  | 1.16,50  | 1.15,31  | 1.14,04  | 1.14,68  | 5.00,53 (+3,46) | 5        |
| Dragoș Panaitescu Dumitru Focșeneanu                    | România II (Bob-2 m) | 1.17,98  | 1.17,00  | 1.14,67  | 1.15,24  | 5.04,89 (+7,82) | 12       |
| Ion Panțuru Ion Zangor Dumitru Pascu Dumitru Focșeneanu | România I (Bob-4 m)  | 1.12,07  | 1.12,65  | 1.11,08  | 1.11,32  | 4.47,12 (+4,05) | 10       |

## Patinaj artistic
| Sportiv          | Probă      | Total       | Loc |
| ---------------- | ---------- | ----------- | --- |
| Gheorghe Fazekaș | Simplu (m) | 2094 puncte | 17  |

## Schi alpin
| Sportiv       | Probă            | Manșa 1 | Manșa 2 | Total            | Loc           |
| ------------- | ---------------- | ------- | ------- | ---------------- | ------------- |
| Virgil Brenci | Coborâre (m)     |         |         | 2.04,33 (+12,90) | 48            |
| Virgil Brenci | Slalom uriaș (m) | 1.42,81 | 1.44,59 | 3.27,40 (+17,78) | 33            |
| Virgil Brenci | Slalom (m)       | 1.01,56 | 1.00,02 | 2.01,58 (+12,31) | 20            |
| Dan Cristea   | Coborâre (m)     |         |         | 2.01,26 (+9,83)  | 39            |
| Dan Cristea   | Slalom uriaș (m) | 1.37,93 | 1.41,95 | 3.19,88 (+10,26) | 26            |
| Dan Cristea   | Slalom (m)       | abandon | abandon | nu a terminat    | nu a terminat |